# Ostatni Górale
Ostatni Górale - Niezwykły Obraz Podhala – polski film dokumentalny z 2018 roku, wyprodukowany przez Inbornmedia Sp. z o.o. oraz Marchello Production, w reżyserii Filipa Lufta.
Ostatni Górale to film dokumentalny przedstawiający polską kulturę góralską w wyjątkowy sposób. Sfilmowane z rozmachem podhalańskie krajobrazy dają niespotykane wrażenie realizmu. Film przedstawia portrety kilku górali wykonujących te same zawody, które zajmowały ich przodków na przestrzeni minionych stuleci. Ludzi, których charakter kształtuje się w konfrontacji z naturą – niedostępnymi górami, zmianami pogody i zwierzętami.
Film brał udział w targach MIPCOM w Cannes, gdzie został sprzedany do telewizji publicznych we Francji (France 5), Włoszech (RAI 1), Katarze (Al-Dżazira), Austrii (Red Bull TV), Czech (Prima TV), Wegrzech i Rumunii (Media Entertainment).

## Nagrody
- I miejsce w kategorii film długometrażowy - Złota Kozica na XI Festiwalu Górskim Adrenalinium za malownicze ukazanie tradycji i zanikającego rzemiosła górali, a także autentyczność i spójną opowieść, która wciąga i zmusza do zamyślenia[2].
- Nagroda Burmistrza Miasta Zakopane - Drewniana Góra na 14. Spotkaniach z Filmem Górskim w Zakopanem za film najlepiej ukazujący ludzkie, kulturowe i artystyczne aspekty życia społeczności górskich[3].

## Przeglądy i festiwale
- XV New York Polish Film Festival[4]
- 50. Międzynarodowy Festiwal Folkloru Ziem Górskich[5]
- 14. Spotkania z Filmem Górskim
- XI Festiwal Górski Adrenalinium
- 8. Festiwal Kultur i Podróży Ciekawi Świata[6]
- XIII Spotkania Górskie „Lawiny"[7]
- 10th Toronto Polish Film Festival[8]
- 16. Krakowski Festiwal Górski[9]
- 15. Warszawski Przegląd Filmów Górskich[10]
- 8. Przegląd Filmów o Górach O! GÓRY[11]
- 11. Katowicki Przegląd Filmów Górskich[12]